# TT131
La tombe thébaine TT 131 est située à Cheikh Abd el-Gournah, dans la nécropole thébaine, sur la rive ouest du Nil, face à Louxor en Égypte.
C'est la sépulture d'Ouseramon, vizir durant les règnes d'Hatchepsout et Thoutmôsis III. Ouseramon serait également l'occupant d'une autre tombe, la TT61.
Âmtou, le père d'Ouseramon, y est montré avec un chambellan, des courtisans et Ouseramon en scribe devant Thoutmôsis III. Un texte décrit l'installation d'Ouseramon comme co-vizir de son père, alors âgé.

## Description
Contrairement aux autres tombes de la même période (XVIIIe dynastie), qui ont la forme d'un « T inversé », TT131 se développe, immédiatement après l'entrée d'une grande cour, en un hall transversal à partir duquel on entre dans une chambre rectangulaire.
Une large façade comporte huit niches (de « a » à « h » dans le plan de l'infobox) dans lesquelles sont inscrits les titres des défunts.
Un court corridor (n° 1 sur le plan), sur les murs duquel on trouve des hymnes à Amon et au défunt sous le cartouche de Thoutmôsis III, donne accès à la salle transversale, sur les murs de laquelle le défunt est représenté dans un offertoire (n° 2 sur le plan) et des scènes d'accumulation de grains et sur trois registres superposés (n° 3), des bijoutiers montrant leur produit au défunt qui, dans un autre registre, inspecte le bétail.
Ensuite, sur quatre registres superposés (n° 4), un banquet funéraire avec des musiciens, des offrandes au défunt et à son épouse, de miel et d'autres produits, et le défunt inspectant des prisonniers.
Sur l'un des petits côtés (n° 5), deux femmes avec des bouquets de fleurs devant les parents des défunts Âmtou (TT83) et Tahametou.
Un peu plus loin (n° 6), le défunt inspecte des listes d'impôts tandis que les payeurs d'impôts sont représentés dans une pièce devant des scribes, suivi par une scène de paiement de l'impôt (n° 7) avec des payeurs d'impôts portant des produits, des anneaux d'or, des sacs de grains, ainsi qu'un texte énumérant les devoirs du vizir.
Une scène (n° 8), à droite de l'entrée de la salle transversale, représente le vieux vizir Âmtou, père du défunt, exerçant ses fonctions de vizir en présence de Thoutmôsis III, de courtisans et d'un chambellan, tandis qu'Ouseramon exerce les fonctions de scribe et est chargé d'assister son père en tant que vizir.
La scène suivante (n° 9) représente le pharaon Thoutmôsis III, sur un palanquin entouré de porteurs de flagellans, précédés d'Ouseramon dans son rôle de vizir, avec des officiers et des soldats en guise d'escorte, suivis d'une fanfare de trompettes et de tambours ; on y trouve également des « enseignements » d'Âmtou.
Le relief suivant (n° 10), dont il ne reste que des traces, représente le défunt en train de chasser dans le désert ; la peinture suivante sur six registres superposés (n° 11), représente la réception des hommages de délégations étrangères, accompagnées de femmes et d'enfants, par le vizir Ouseramon. Il est suivi (n° 12) par les restes d'un texte relatif à la fonction de vizir.
Un court couloir, sur les murs duquel (n° 13) figurent des textes d'hommage à Thoutmôsis III, mène à une chambre rectangulaire dont les peintures ne peuvent être interprétées aujourd'hui.